# Jorge Garibay
Jorge Garibay Serralde fue un pelotari mexicano.
Durante el Campeonato del Mundo de Pelota Vasca de 1952 ganó la medalla de oro en la especialidad de Frontenis junto a José Núñez derrotando a los argentinos R. Novoa y R. Morganti.
Durante el Campeonato del Mundo de Pelota Vasca de 1955 ganó la medalla de oro en la especialidad de Frontenis junto a Jaime Becerril derrotando a los argentinos J. Berdinas y A. Carocella.
Durante el Campeonato del Mundo de Pelota Vasca de 1958 ganó la medalla de oro en la especialidad de Frontenis junto a José Beltrán derrotando a los argentinos Sehter y Salvador.
Fue incluido en el Salón de la Fama de la Confederación Deportiva Mexicana en 1991.